# Virgilio do Carmo da Silva
Pour les articles homonymes, voir Carlo et Silva.
Virgilio do Carmo da Silva, né le 27 novembre 1967, est un cardinal timorais, archevêque de Dili depuis 2019. Il est créé cardinal par le pape François en 2022.

## Biographie
Il effectue ses études chez les Salésiens, notamment à Manille. Il effectue sa première profession chez les Salésiens le 31 mai 1990 puis ses vœux perpétuels le 19 mars 1997. Il est ordonné prêtre le 18 décembre 1998. 
Après son ordination, il exerce diverses responsabilités paroissiales ou au sein de sa congrégation, entrecoupées d'une licence en spiritualité à l' Université pontificale salésienne de Rome.
Il exerce ensuite des responsabilités au sein des Salésiens avant de devenir provincial en 2015. Le 30 janvier 2016, le pape François le nomme évêque de Dili.
Le 11 septembre 2016, le diocèse de Dili devient archidiocèse métropolitain et il en est nommé le premier archevêque. Le 29 mai 2022, le pape annonce qu'il sera créé cardinal au cours d'un consistoire le 27 août 2022. Lors de sa création, François lui attribue le titre cardinalice de Sant'Alberto Magno.